# Micropsectra attenuata
Micropsectra attenuata е насекомо от разред Двукрили (Diptera), семейство Хирономидни (Chironomidae).